# Combretum imberbe
Combretum imberbe és una espècie de planta, un arbre semi-caducifoli de la família de les Combretàcies, que es troba a la província de KwaZulu-Natal a Sud-àfrica al sud i fins a Tanzània al nord.

## Descripció

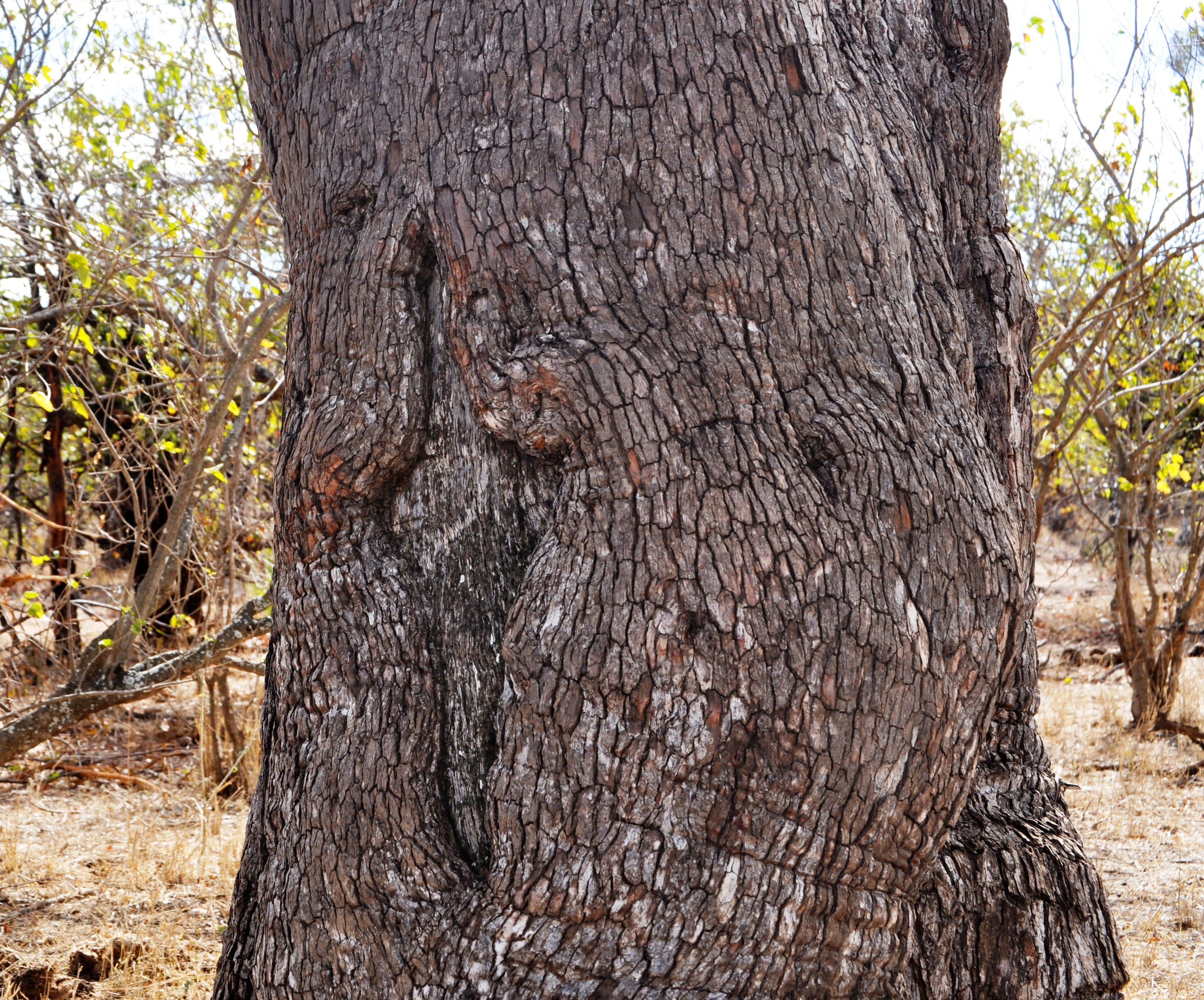
Tronc

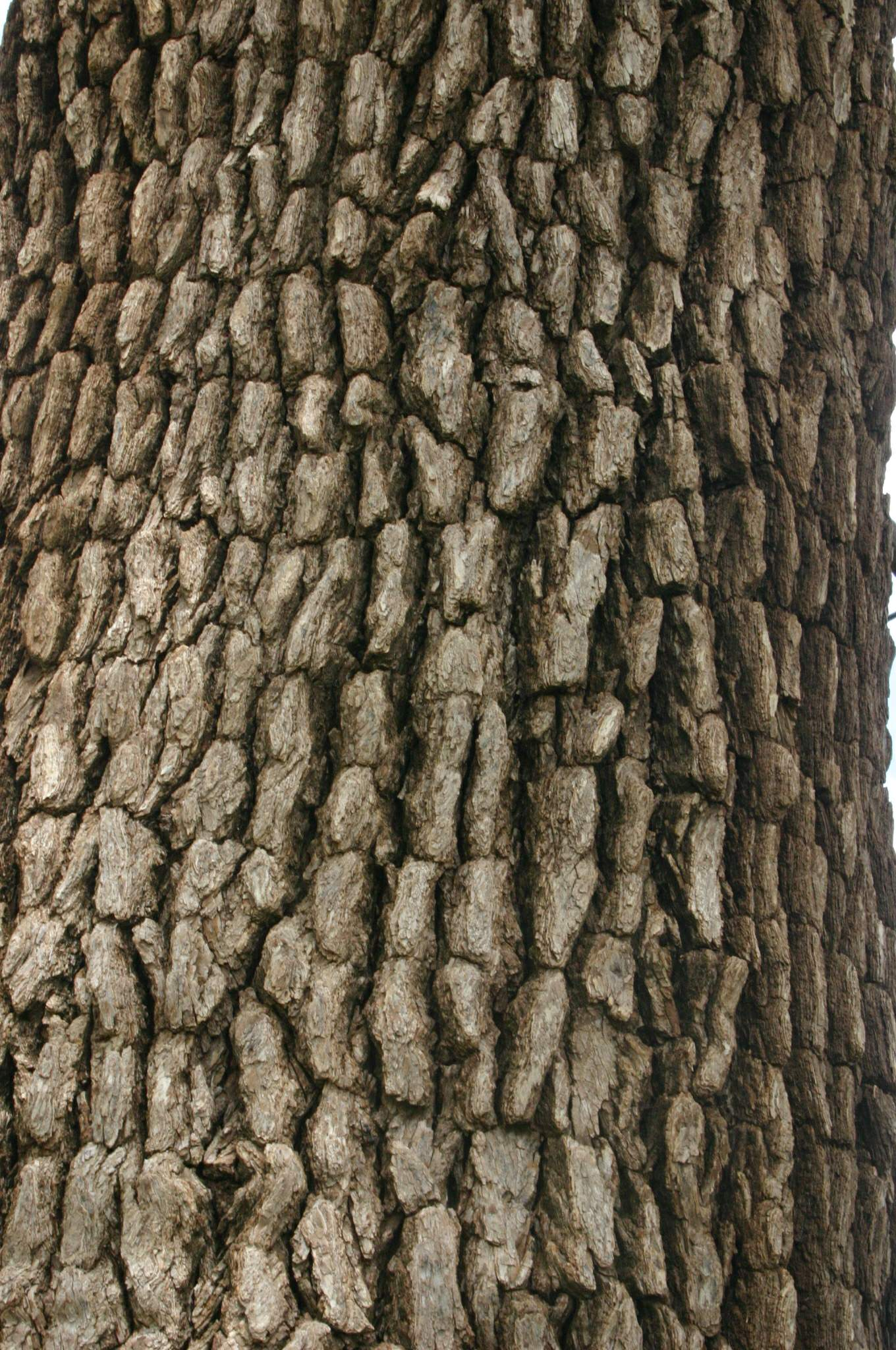
Visió més pròxima del tronc.

Normalment creix fins als 20 metres d'alçada. Té una copa estesa, més aviat poc densa, essent aquesta des d'arrodonida a amb forma de para-sol, amb el tronc gruixut i una escorça distintiva que es divideix en blocs bastant regulars i rectangulars. La datació per radiocarboni, feta a Sud-àfrica, ha establert que aquest arbre pot viure fins als 1040±70 anys i, subseqüentment, romandre dempeus per anys després que hagi ha mort.

## Usos
- La fusta és molt dura, difícil de treballar, i resistent als tèrmits. Va ser una vegada usada per dorments de ferrocarril i ara és apreciada per a treballs ornamentals i de mobles.
- Es crema molt lentament amb intensa calor, i és sovint usada per a produir foc el qual es pretén que duri tota la nit per mantenir els animals salvatges acorralats. A vegades és usada en una graellada per a proveir una flama candent i de llarga durada.
- Les seves cendres blanques són usades per a pintar les parets de les barraques de kraal.
- Les cendres poden ser usades com a pasta de dents quan se les barreja amb una pasta amb aigua.

Els hereros i els ovambos de Namíbia consideren aquest arbre com el gran ancestre de tots els animals i persones, i mai passen per ell sense pagar el seu necessari respecte.